# Biserica „Sf. Voievozi” din Cândești
Biserica „Sf. Voievozi” din Cândești este un monument istoric aflat pe teritoriul satului Cândești, comuna Vernești.

## Galerie

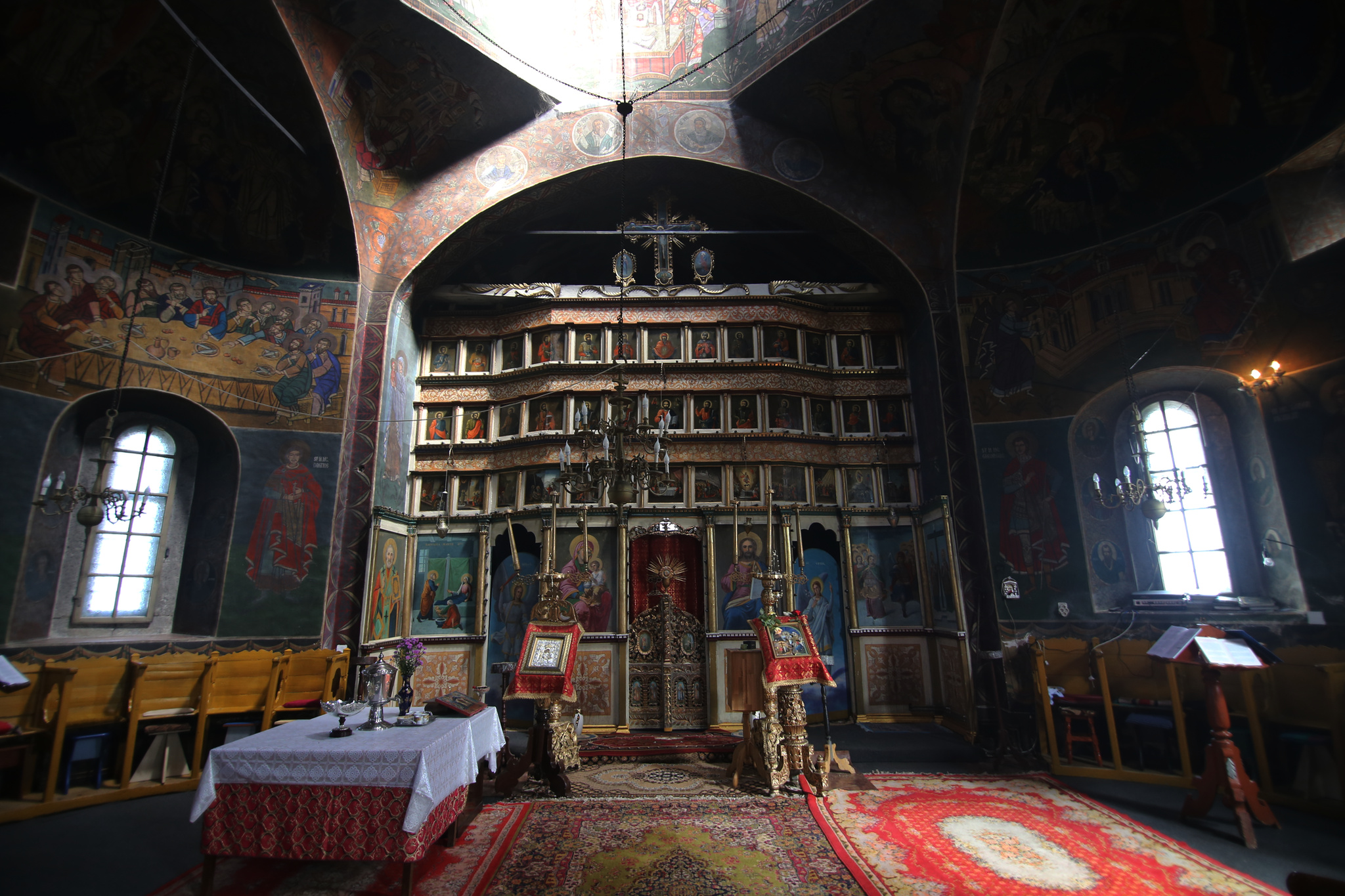
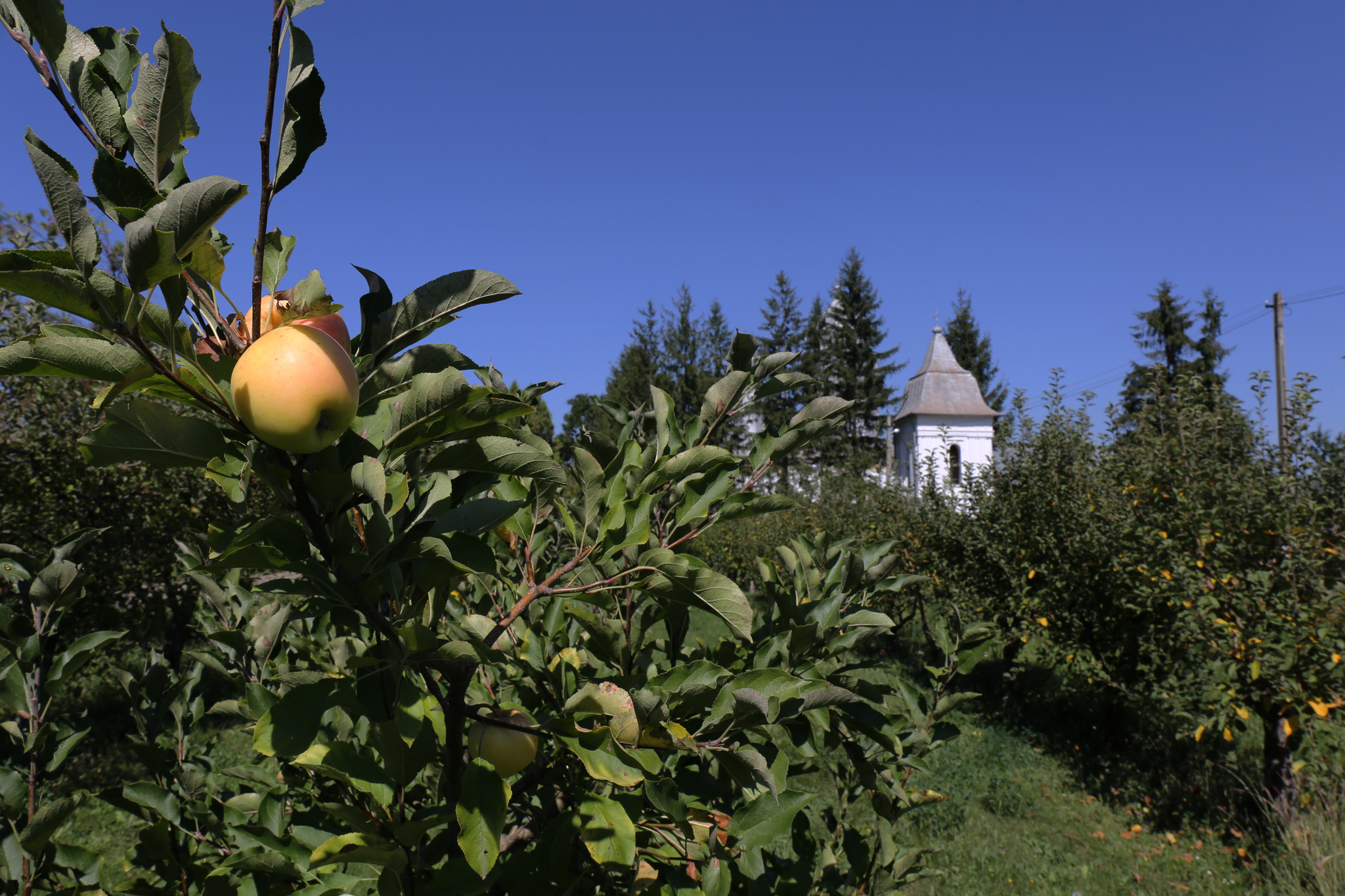
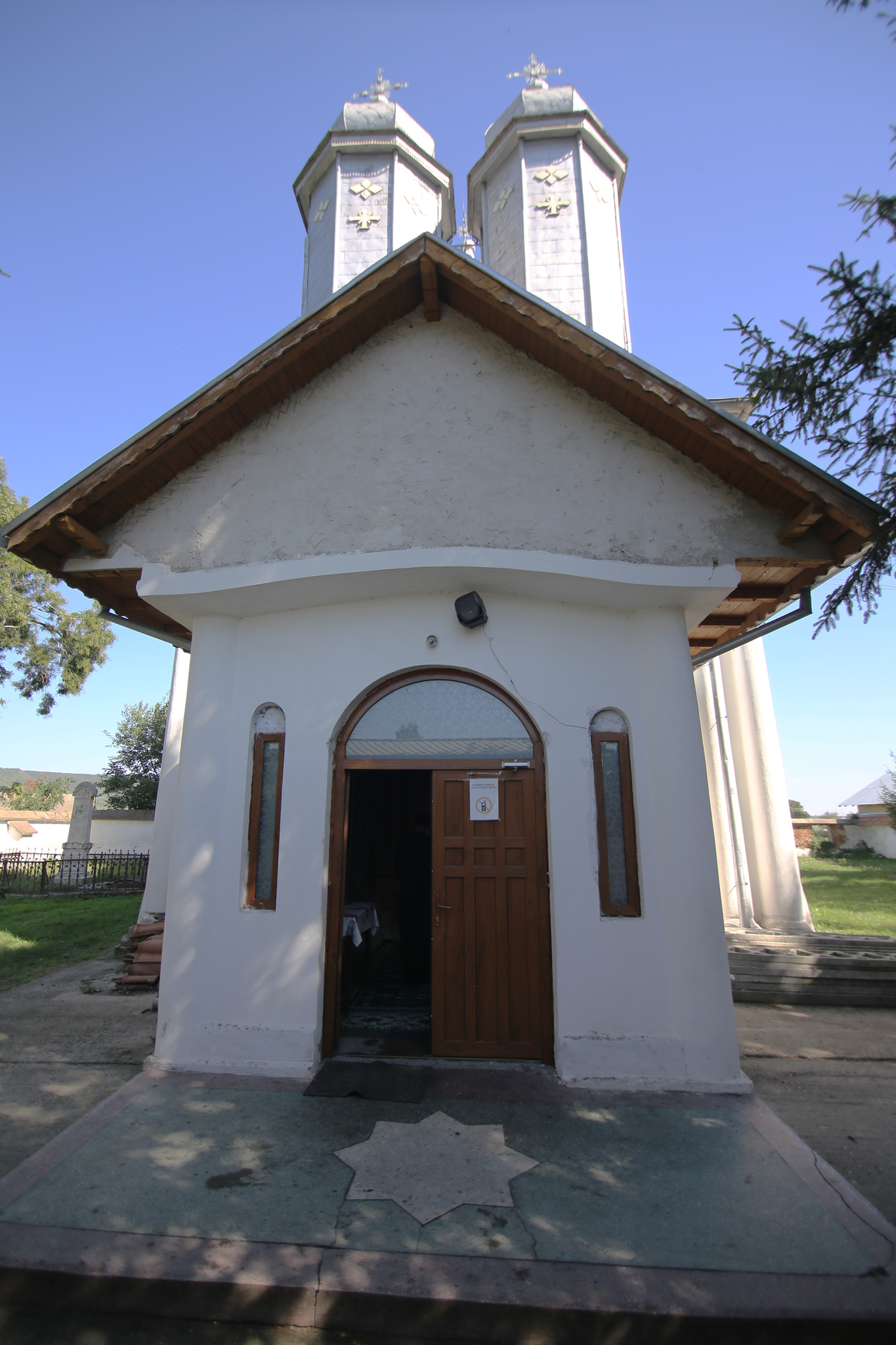
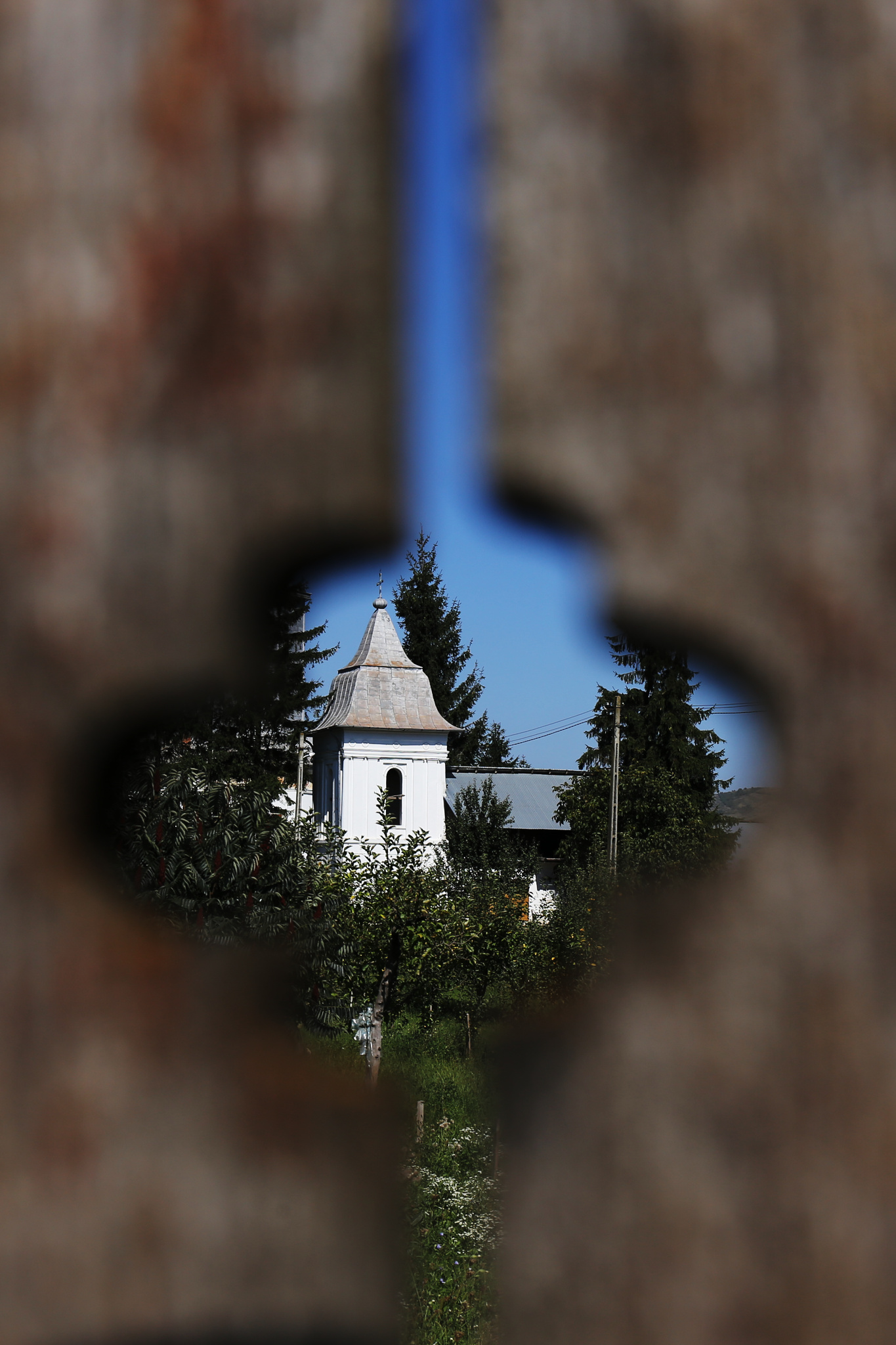
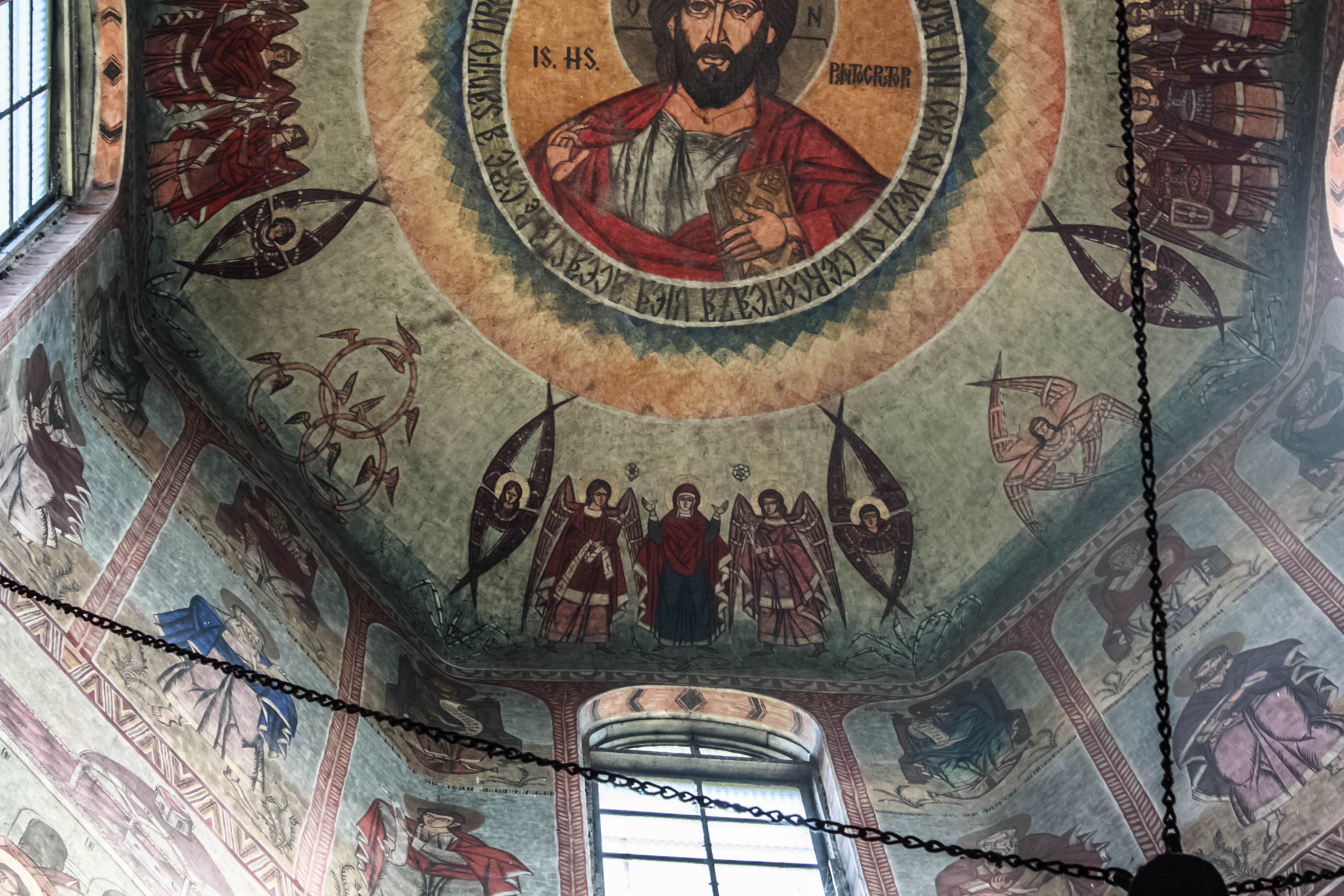
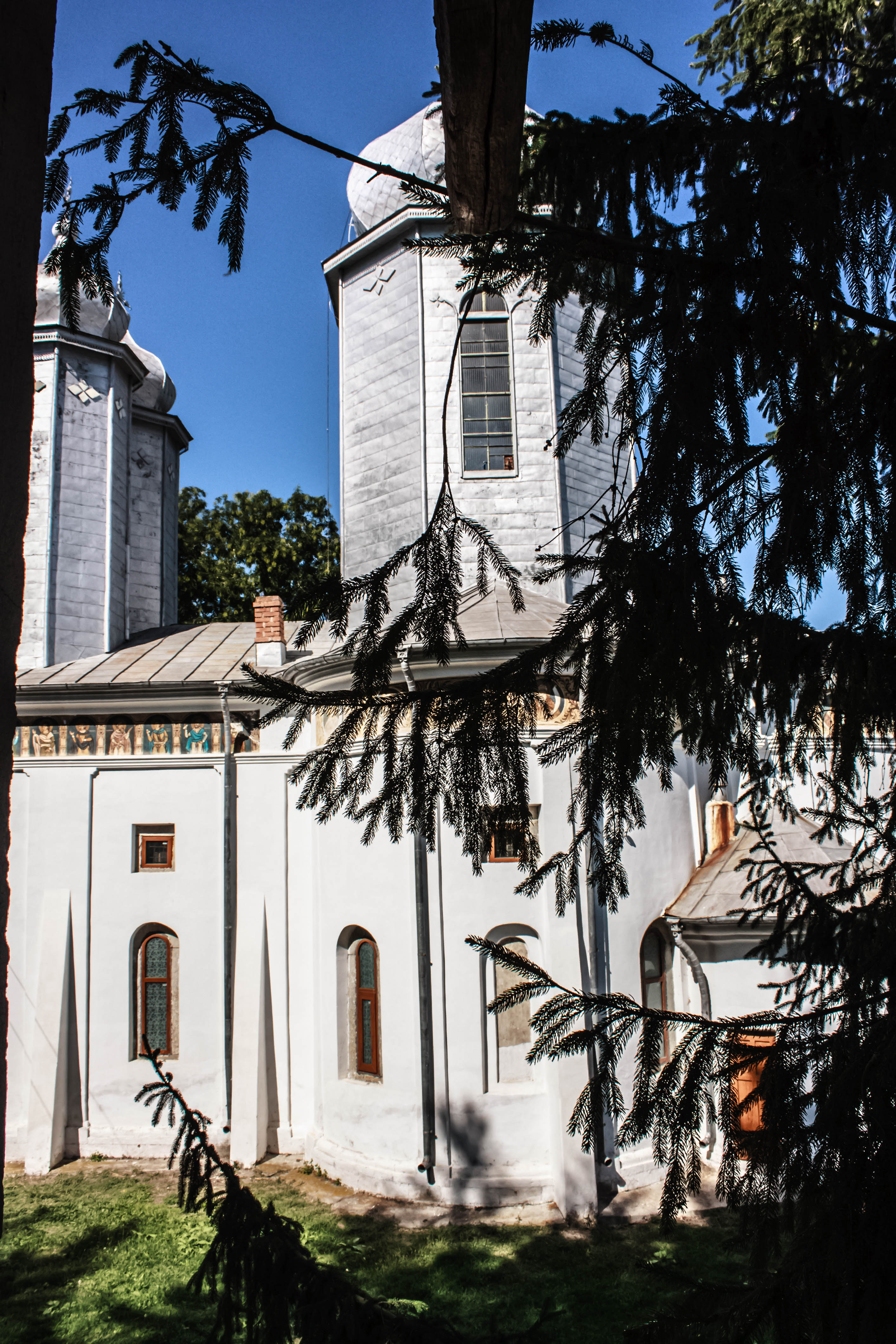
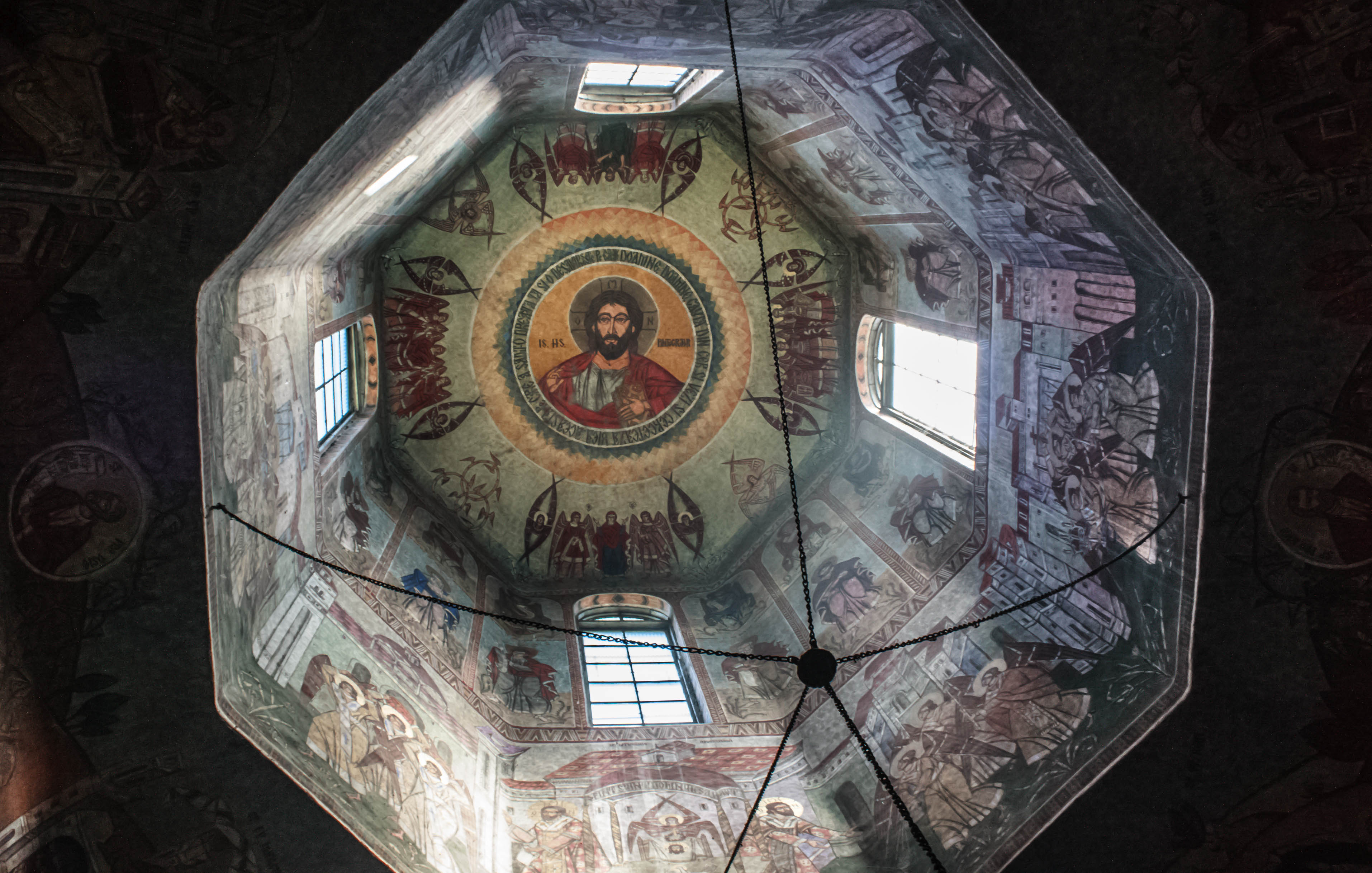
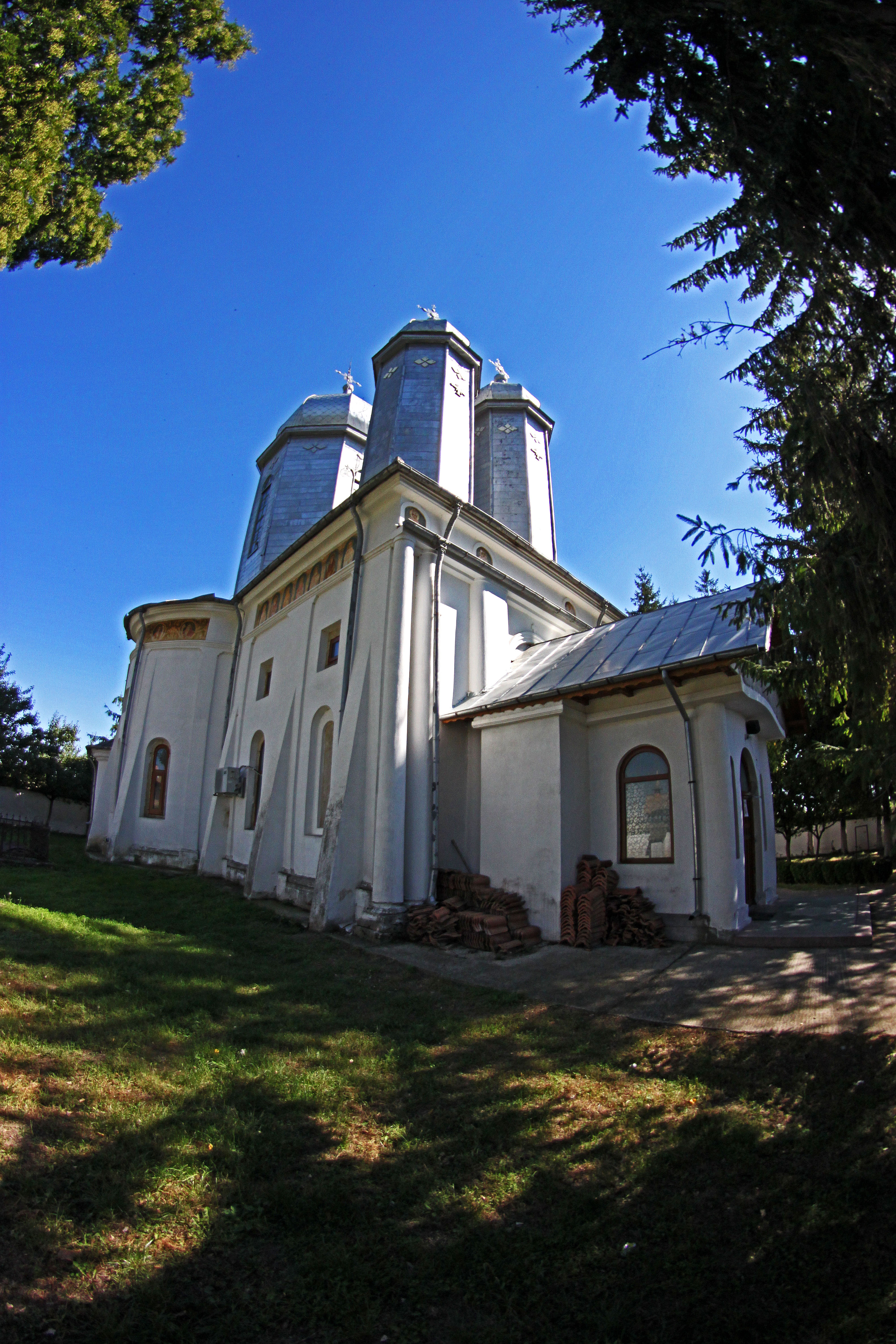